# 塔拉米
塔拉米（法語：Thalamy，法語發音：[talami]）是法国科雷兹省的一个市镇，属于于塞勒区。

## 地理
塔拉米（45°30'48"N, 2°27'34"E）面积11.84 平方千米，位于法国新阿基坦大区科雷兹省，该省份为法国中南部省份，北起上维埃纳省和克勒兹省，西接多爾多涅省，南至洛特省，东临多姆山省和康塔爾省。
与塔拉米接壤的市镇（或旧市镇、城区）包括：莫内斯捷波尔迪约、孔福朗波尔迪约、博尔附近圣博内、圣艾蒂安欧克洛、萨鲁-圣朱利安。

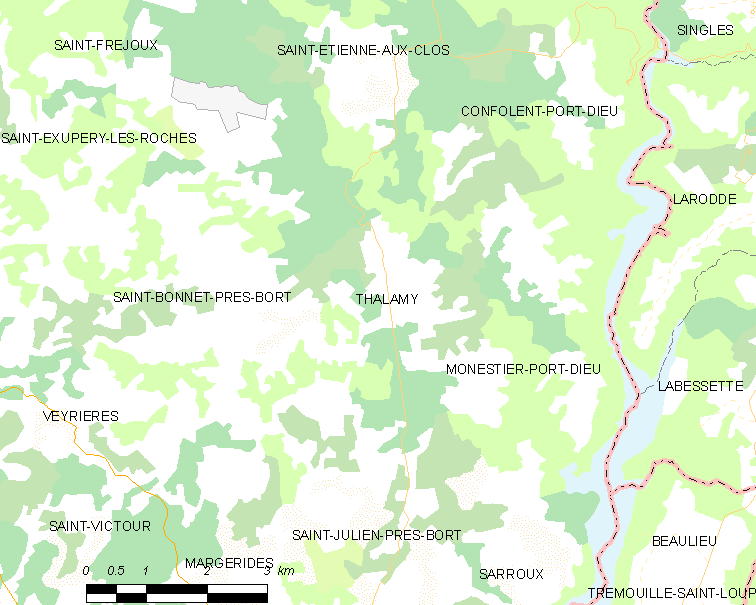
塔拉米的OSM定位图

塔拉米的时区为UTC+01:00、UTC+02:00（夏令时）。

## 行政
塔拉米的邮政编码为19200，INSEE市镇编码为19266。

## 政治
塔拉米所属的省级选区为上多尔多涅县。

## 人口

1962-2008年间塔拉米人口变化图示

塔拉米于2022年1月1日时的人口数量为104人。